# Thaba-Tseka (district)
Thaba-Tseka is een district in Lesotho.
Het heeft een oppervlakte van 4270 km² en een bevolking van ongeveer 130.000.
De gelijknamige plaats is de enige stad in het district en daarmee de hoofdstad (Engels: camp town; Afrikaans: kampdorp).
In het oosten grenst Thaba-Tseka aan de provincie KwaZoeloe-Natal van Zuid-Afrika. Daarnaast heeft het grenzen met de volgende districten van Lesotho:
- Mokhotlong - noordoosten
- Leribe - noorden
- Berea - noordwesten
- Maseru - westen
- Mohale's Hoek - zuidwesten
- Qacha's Nek - zuiden

Berea · Butha-Buthe · Leribe · Mafeteng · Maseru · Mohale's Hoek · Mokhotlong · Qacha's Nek · Quthing · Thaba-Tseka